# Помпоний Январиан
Помпо́ний Январиа́н (лат. Pomponius Ianuarianus) — римский государственный деятель конца III века.

## Биография
Январиан, скорее всего, происходил из сословия всадников. В 283—284 годах занимал должность префекта Египта с титулом vir perfectissimus.
В период между 284 и 288 годом Январиан вошел в состав сената и, возможно, занимал должность префекта претория. В 288 году стал коллегой августа Максимиана по консульству. С 27 февраля 288 по 289 год находился на посту префекта Рима.